# 产醋菌属
产醋菌属為热厌氧菌目热厌氧菌科的一属厌氧革兰氏阴性菌。直杆、弯杆和螺杆菌。分离于湖底污泥。此属的模式种为凯伍产醋菌(Acetogenium kivui)。

## 下属物种
- 凯伍产醋菌 Acetogenium kivui Leigh and Wolfe, 1983